# 영문학
영문학(英文學)은 주로 영어로 쓰인 문학을 의미한다.
넓은 의미에서의 영문학은 영어로 쓰인 문학과 이러한 문학을 연구하는 학문 모두를 포함한다. 전자의 경우, 영어를 모국어로 하는 사람이 영어로 쓴 문학만을 영문학으로 간주할 것인가, 아니면 작가의 인종과 국적에 관계 없이 영어로 쓰인 모든 문학을 영문학으로 간주할 것인가의 문제가 있어 논란이 되고 있다. 대개의 경우에는 작가의 인종과 국적에 관계 없이 영어로 쓰인 모든 문학을 영문학이라고 일컫는다. 한국에서는 대학교의 영어영문학과를 통해서 영문학 (영미 시, 영미 소설, 영미 희곡)을 배우게 된다.
이 문서에서는 영국(이라는 국가 내)의 문학보다는 영어(로 쓰여진) 문학에 중점을 두고 있으며 고로 스코틀랜드,웨일즈, 왕실 속령과 아일랜드 전체와 미국을 포함하여 前 대영제국 구성국의 영어로 쓰여진 문학까지 다루고 있다. 하지만 19세기 초까지 영문학은 오직 연합 왕국, 왕실 속령과 아일랜드의 문학만을 다루었다. 다른 언어로 쓰인 영국의 문학은 다루지 않는다.
영어는 1400년 이상에 걸쳐 발달되었다. 5세기 경 앵글로색슨 족 이주민에 의해 영국에 들어온 앵글로프리지아어 방언인 영어의 초기 형태는 고대 영어 (Old English)라고 불린다. 중세 영어 (Middle English)는 11세기 후반 노르만 정복과 함께 시작된다. 근세 영어 (Early Modern English)는 15세기 후반 런던에 인쇄술의 도래와 킹 제임스 성경 그리고 대모음추이와 함께 시작된다. 17세기부터 대영제국의 영향으로 영어는 전 세계에 퍼지게 된다.

## 영국의 르네상스 (1500-1660)
윌리엄 칵스톤이 1476년 영국에 인쇄술을 소개한 이후 자국어 문학은 꽃피게 되었다. 종교개혁은 문어체에 큰 영향을 끼친 성공회 기도서 (1549)같은 자국어 전례 형성에 영향을 끼쳤다. 잉글랜드 르네상스는 15세기 후반부터 17세기까지 이르는 잉글랜드의 문화 예술적 운동이다. 이 운동은 14세기 후반 이탈리아에서 시작되었다고 보통 간주되는 전유럽적 르네상스와 연관되어있다. 북유럽의 다수 국가와 마찬가지로 잉글랜드는 한 세기 후에나 되어서야 이 발전의 영향을 받았다. 르네상스 양식과 이념은 잉글랜드에서 느리게 파고들었고, 16세기 후반의 엘리자베스 시대는 보통 잉글랜드 르네상스의 절정으로 여겨진다.
이탈리아의 영향은 최초의 잉글랜드 르네상스 시인 중 하나인 토마스 와이엇 (1503-1542)의 시에서도 찾을 수 있다. 그는 영어시의 많은 혁신을 주도했고, 서리 백작 헨리 호워드 (1516/17-1547)과 함께 16세기 초 잉글랜드에 이탈리아의 소네트 형식을 소개했다.

### 엘리자베스 시대 (1558–1603)

#### 시
에드먼드 스펜서 (1552-1599경)는 엘리자베스 시대의 가장 중요한 시인 중 하나이며, 튜더 왕조와 엘리자베스 1세를 찬사하는 환상적인 비유담이자 서사시인 요정의 여왕 (1590-1596)의 작가이다. 다른 주요 작가에는 아스트로펠과 스텔라, 시의 옹호와 펨브로크 백작부인의 아르카디아를 쓴 영국 시인 필립 시드니 경 (1554-1586)이 있다. 시는 노래 가사로 쓰이길 염두에 두고 쓰였는데, 토마스 캄피언 (1567-1620)의 시같은 작품은 인쇄본이 가정에까지 널리 퍼뜨려지면서 유명해졌다. 

#### 희곡
엘리자베스 시대 최초의 희곡에는 사크빌과 노톤이 쓴 고보덕(1561)과 토마스 키드 (1558-1594)의 스페인 비극 (1592)이 있다. 고보덕은 영어에 무운시를 도입한 첫 운문극이자 전의 도덕극과 세네카비극의 요소들을 발전시켜 후의 극작가들이 이것을 따르게 한 점에 있어 특히 주목할 만 하다. 스페인 비극은 토마스 키드가 1582년부터 1592년 사이에 쓴, 엘리자베스 시대 당대에 인기있고 많은 영향을 주던 비극이며 영문학 연극계에 복수극이라는 새 양식을 확립했다.
윌리엄 셰익스피어 (1564-1616)은 이 시대에 능가할 이가 없는 시인이자 극작가로 자리한다. 셰익스피어는 리차드 3세와 헨리 4세같은 역사극부터 햄릿,오셀로와 멕베스같은 비극, 한 여름밤의 꿈, 그대가 원하는 대로, 12야같은 희극, 후기의 로망스극과 희비극까지 여러 양식의 희곡을 썼다. 셰익스피어의 작품활동은 제임스 시대까지 계속된다.
엘리자베스 시대의 다른 주요 극작가는 크리스토퍼 말로우, 벤 존슨, 토마스 데커, 존 플레셔와 프란시스 브우몬트가 있다.

### 제임스 시대 (1603–1625)
17세기 초 셰익스피어는 이름바 “문제극”과 함께 맥베스와 리어왕같은 그의 유명한 비극들 몇 편을 썼다. 셰익스피어는 말년에 템페스트 등 3편 이상의 비극을 완성했으며 로망스극이나 희비극으로 작품 성향을 바꿨다. 비극들보다는 분위기가 덜 어두운 4편의 희곡들은 1590년대의 희극들보다는 분위기가 진지하나 화합과 용서로 결말을 맺는다.
셰익스피어 사후에는, 시인이자 극작가인 벤 존슨 (1572-1637)이 제임스 시대의 문학을 이끄는 거물이었다. 존슨의 미학은 중세로 귀를 기울였으며 그의 작중 등장인물들은 당시의 의학 이론에 기초한 “사체액설”을 구체화한다. 존슨의 희극에는 볼포네 (1605년 혹은 1606년)과 바르톨로뮤장(場) (1614년) 등이 있다. 존슨의 스타일을 따른 작가에는 떠오르는 중산충에 관한 풍자 대중희극인 불타는 막자의 기사 (1607-08년 경) 브우먼트와 플렛쳐가 있다.
그밖의 제임스 시대의 대중극 양식에는 엘리자베스 시대 토마스 키드 (1558-1594)에 의해 대중적이 되었으며, 그 후 존 웹스터 (1578?-1632?)가 하얀 악마 (1612)와 말피 공작부인 (1613)으로 더 발전시킨 복수극이 있다. 다른 복수극은 토마스 미들턴과 윌리엄 르울리가 쓴 바꿔친 아이가 있다.

#### 시
조지 차프먼 (1559년 경 - 1634년 경)은 호메로스의 일리아스와 오디세이를 영어 산문으로 번역한 1616년의 번역으로 주로 기억된다. 이 번역은 타 언어에서 영어로 완역한 최초의 시 번역이다. 이것은 또한 영문학에 큰 영향을 남겼으며 존 키츠의 유명한 소네트 ‘’차프먼의 호메로스를 처음 보다’’ (1816)에 영향을 주었다.
셰익스피어는 페트라르카 양식을 크게 바꾼 영어 소네트를 널리 퍼뜨렸다. 시간의 흐름, 사랑, 아름다움과 불멸같은 주제를 다룬 소네트 154 모음은 1609년 4절판본에 처음 실렸다. 셰익스피어와 벤 존슨과 더불어, 17세기 초의 주요 시인에는 존 던 (1572-1631), 조지 허버트 (1593-1633), 헨리 보건, 안드류 마벌과 리차드 크라쇼우같은 형이상학파 시인이 있다. 부자연스럽거나 흔치않은 비유법으로 쓰인 그들의 문체는 위트와 형이상학적 공상같은 특징을 담고있다.

#### 산문
17세기 초의 가장 중요한 산문 작품은 바로 킹 제임스 성경이다. 이 시기까지의 영국사에서 가장 큰 규모의 번역 작업 중 하나였던 이 작품은 1604년 번역을 시작하여 1611년 끝났다. 이 작품은 윌리엄 틴데룽나일의 번역으로 시작된 성경 영역 전통의 정점을 보여주며, 영국 교회의 표준 성경으로 자리매김한다. 

#### 시
형이상학파 시인 존 던 (1572-1631)과 조지 허버트 (1593-1633)은 1625년 이후에도 여전히 살아있었으며, 이후 17세기에는 리차드 크라쇼우 (1613-1649), 안드류 마벌 (1621-1678), 토마스 트러헌 (1636/37-1674)과 헨리 보간 (1622-1695)와 같은 형이상학파 시인 2세대들이 활동했다. 왕당파 시인은 영국 내전 (1642-51)에서 국왕 찰스 1세를 지지한 계층에서 온, 다른 중요한 17세기 시인그룹이었다. (찰스 1세는 1625년 즉위해 1649년 처형되었다.) 잘 알려진 왕당파 시인에는 로버트 헤리크, 리차드 러브레이흐, 토마스 카류와 존 서클링 경이 있다.
그들은 공식적인 그룹이 아니었으나 전부 벤 존슨의 영향을 받은 이들이었다. 왕당파 시인 다수는 몇 주요 예외를 제외하고는 왕궁의 대신들이었다. 예를 들어, 로버트 헤릭은 대신이 아니었지만 그의 문체는 왕당파 시인적이다. 왕당파 시인의 작품들은 알레고리와 고전적 암시 기법을 사용했으며 호라티우스, 키케로, 오비디우스와 같은 로마 시인들의 영향을 받았다.
존 밀턴 (1608-1674)는 “영국 르네상스 최후의 대시인’이며 1660년 전  L'Allegro,1631; Il Penseroso, 1634; Comus (a masque), 1638; and Lycidas, (1638)같은 몇 권의 작품들을 냈다. 하지만 실낙원 (1667)같은 그의 서사시는 왕정복고 시대에 출판되었다.

## 같이 보기
- 영국 문학
- 미국 문학
- 아일랜드 문학